# Mario Santiago Papasquiaro
Mario Santiago Papasquiaro, nome artístico de José Alfredo Zendejas Pineda (Cidade do México, 25 de dezembro de 1953-10 de Janeiro 1998) foi um poeta mexicano e autor de vários poemas publicados, mas poucos na vida. Fundador com Roberto Bolaño de el Movimento infrarrealista.

## Publicações

### Livros
- 1995 -Beso eterno
- 1996 - Aullido de cisne. (Editorial Al este del paraíso).
- 2008 - Jeta de santo. Antología poética 1974-1977. (Fondo de Cultura Económica, compilação de Rebeca López e Mario Raúl Guzmán ISBN 843-750-617-4).
- 2008 - Respiración del laberinto.

### Em antologias
- 1976 - Pájaro de calor, ocho poetas infrarrealistas (Asunción Sanchís, Lora del Río)
- 1979 - Bolaño, Roberto. Muchachos desnudos bajo el arcoiris de fuego. Once jóvenes poetas latinoamericanos, 1ª ed., México, Editorial Extemporáneos.

### Em revistas literárias
- 1976 - Plural, n.º 61 (México, D. F., octubre)
- 1976 - Plural, n.º 63, «Seis jóvenes infrarrealistas mexicanos» (México, D. F., diciembre)
- 1977 - Correspondencia infra, revista menstrual del movimiento infrarrealista, n.º 1, Outubro / Novembro.

### Como editor
- 1974 - Zarazo 0: Objeto gráfico palpable de pretensiones combustibles, n.º 0 (México, D. F., Janeiro)